# Џонатан Рајли Смит
Џонатан Симор Кристофер Рајли Смит (енгл. Jonathan Riley-Smith; Харогејт, 27. јун 1938 — 13. септембар 2016) био је енглески историчар који се углавном бавио изучавањем Крсташких ратова.
Школовао се на Итону и Тринити колеџу у Кембриџу где је стекао сва академска звања. Предавао је на Универзитету Светог Андреја, Краљичином колеџу и Тринити колеџу. Био је оснивач Друштва за изучавања Крсташких ратова и Латинског истока.